# Cura (rijeka)
Cura je rijeka u Venezueli. Ulijeva se jezero Valencia (endoreički bazen).